# Lamyra scelestus
Lamyra scelestus är en tvåvingeart som beskrevs av Richter 1974. Lamyra scelestus ingår i släktet Lamyra och familjen rovflugor. Inga underarter finns listade i Catalogue of Life.